# Liste der Universitäten in Mauretanien
Dies ist eine Liste der Universitäten in Mauretanien und umfasst namentlich alle Universitäten im afrikanischen Staat Mauretanien, die in der Datenbank der International Association of Universities erfasst sind.
- École Normale Supérieure Mauritanie (ENS) (Advanced Teacher Training College)[2]
- Université de Nouakchott Al Aasriya (Al Aasriya University of Nouakchott)[3]
- Institut Supérieur de Comptabilité et d’Administration des Entreprises (ISCAE) (Higher Institute of Accountings and Business Administration)[4]
- Université libanaise internationale en Mauritanie (LIU-Mr) (Lebanese International University of Mauritania)[5]
- Ecole nationale d’administration, de journalisme et de magistrature (ENAJM) (National School of Administration, Journalism and Magistature)[6]
- Sup' Management Mauritanie (Sup’ Management Mauritania)[7]
- Université moderne Chinguitt (nur arabisch)